# Fort Lillo

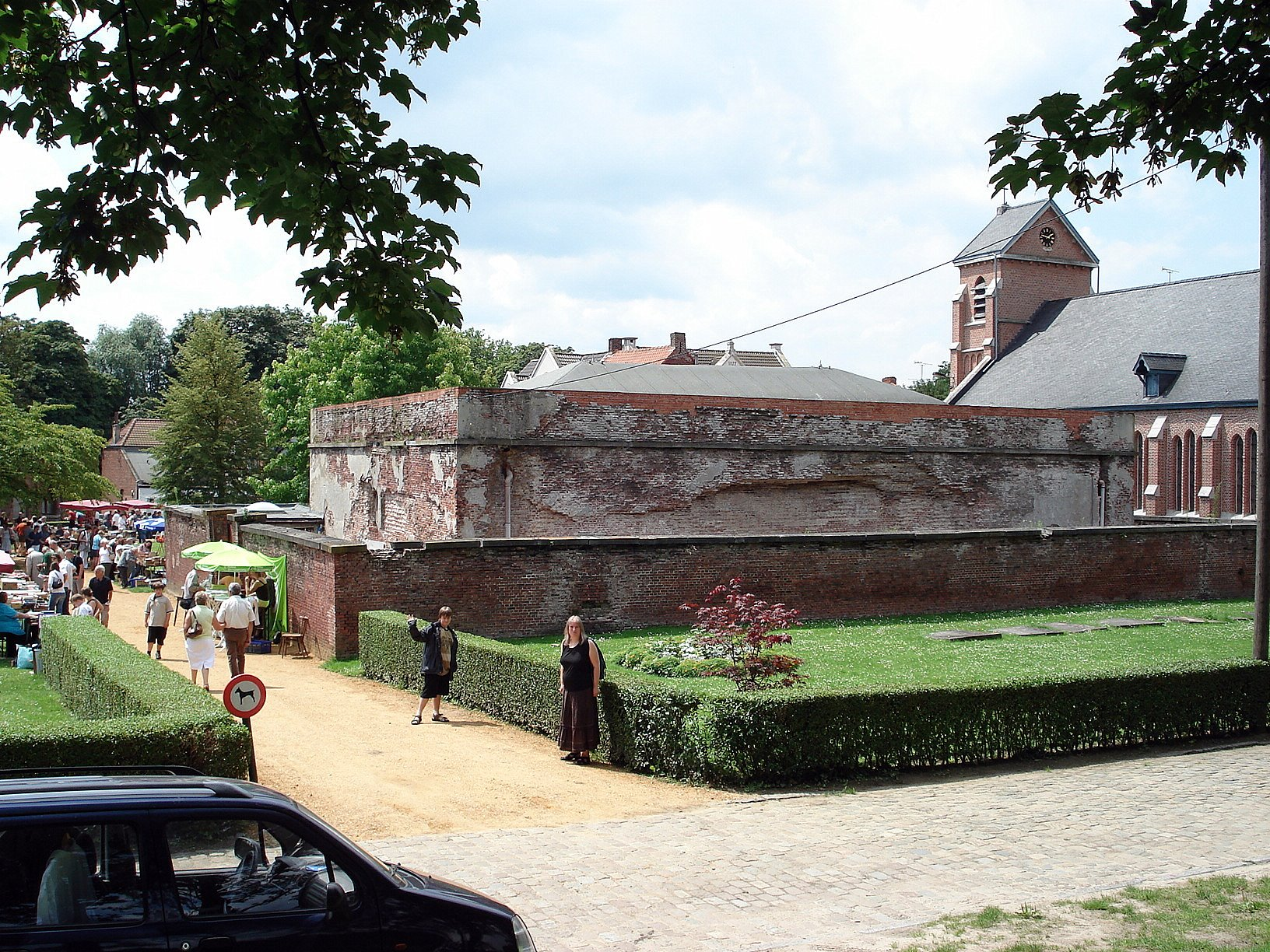
Veduta del magazzino delle polveri di Fort Lillo

Fort Lillo è una fortificazione militare non più in uso, costruita nel 1573 sotto il comando spagnolo sulla riva destra del fiume Schelda come parte del sistema di difesa della città di Anversa nell'ordierno Belgio.
Il forte racchiude una piccola cittadina abitata e completamente circondata da infrastrutture e dal porto industriale di Anversa.

## Storia
Tra gli agglomerati del villaggio di Lillo, Fort Lillo è stato l'unico a sopravvivere. Gli altri due, Oud Lillo (o Lillo-le-Vieux), il villaggio stesso, e Lillo-Kruisweg ("crocevia"), sono stati infatti dal 1958, dopo l'esproprio dei residenti, demoliti e rasi al suolo per consentire l'ampliamento del porto di Anversa; Lillo ha condiviso la sorte di tre altri villaggi: Wilmarsdonk, Oosterweel e Oorderen. Il fortino, non di ostacolo al piano di espansione, è stato conservato ed è oggi una "riserva etnologica" a nord di Anversa.